# 羅克鎮區 (堪薩斯州馬歇爾縣)
羅克鎮區（英語：Rock Township）為美國堪薩斯州馬歇爾縣轄下的鎮區。2010年美国人口普查中此鎮區人口有137人。

## 地理
羅克鎮區涵蓋總面積為92.7平方（35.78平方英里），其中陸地面積為92.3平方（35.62平方英里），水域面積為0.41平方（0.16平方英里）或0.45%。海拔高度392（1,286英尺）。

## 人口統計
根據2010年美國人口普查，羅克鎮區人口有137人，其中男性有74人，女性有63人，人口密度為每平方公里1.48人，住房計47戶。鎮區內的白人有134人，非裔美國人有0人，美洲原住民有0人，亞裔美國人有0人，太平洋島裔美國人有0人，其他種族有0人，混血種族則有3人。此外鎮區內有5人為西班牙裔或拉丁裔美國人。此鎮區之年齡中位數為38.8歲，而男性年齡中位數為37歲，女性年齡中位數為40.5歲。

## 交通

### 主要公路
- 99號堪薩斯州州道